# Pia Degermark
Pia Degermark est une actrice suédoise, née le 24 août 1949 à Stockholm.
Elle est connue pour avoir remporté le Prix d'interprétation féminine au Festival de Cannes en 1967 pour sa performance dans Elvira Madigan.

## Biographie
Pia Degermark est issue d'une famille de la haute bourgeoisie suédoise, son grand-père Rudolf Degermark ayant fait fortune dans la vente en gros. Adolescente, elle est interne à l'école de Sigtuna (en), fréquentée par l'élite suédoise, où elle fait notamment la connaissance du futur roi Charles XVI Gustave. On la remarque à ses côtés lors d'un bal, et le réalisateur Bo Widerberg lui offre le rôle-titre de son film Elvira Madigan, un choix vivement critiqué à l'époque par Ingmar Bergman qui affirme que Degermark ne sait « ni marcher, ni se tenir debout, ni parler ». Elle remporte pourtant le Prix d'interprétation féminine au Festival de Cannes en 1967. Mais lorsqu'elle se rend sur la Croisette pour recevoir son prix, l'actrice ne pèse guère plus de vingt-huit kilogrammes, étant retombée après le tournage dans l'anorexie, un trouble alimentaire dont elle avait souffert dans son enfance et qui la poursuivra toute sa vie.
Après avoir passé avec succès son examen de fin d'études secondaires, Pia Degermark tourne encore dans quelques films, sans renouer avec le succès. Elle fait la connaissance de Pier Caminneci, l'héritier flamboyant de l'une des plus grosses fortunes de la noblesse allemande, jet-setter et producteur de cinéma. Les noces sont célébrées en l'église Saint-Jacques de Stockholm en 1971. Un fils, Cesare, nait l'année suivante.
Après une décennie d'opulence, le mariage prend fin en 1980. Degermark rentre en Suède, abandonnant son fils à sa belle-famille. Elle épouse en secondes noces Jacob, avec qui elle ouvre un centre de conférences à Djurgården dans le centre de Stockholm. Elle y travaille jusqu'à leur séparation à la fin des années 1980. Cette rupture marque le début d'une descente aux enfers. Elle s'amourache de JJ, un drogué, et fait trois séjours en prison, avec en particulier une peine de quatorze mois pour escroquerie, après avoir tenté de subtiliser 25 000 couronnes à son père. En septembre 1992, elle donne naissance à un second fils, Robbin, dont la garde lui est retirée. Elle s'enfonce dans la drogue, et finit sans domicile fixe, dans les rues de Stockholm.
À la fin des années 1990, Pia Degermark quitte JJ et tire un trait sur la drogue. Un proche lui offre un appartement à Stockholm. Elle écrit une autobiographie, Gud räknar kvinnors tårar (lit. « Dieu compte les larmes des femmes »), qui parait en 2006.

« Tôt ou tard, quelqu'un tirera un film de ma vie. Mon histoire est trop belle pour sombrer dans l'oubli. »

— Pia Degermark 

## Filmographie
- 1967 : Elvira Madigan de Bo Widerberg
- 1969 : Una breve stagione de Renato Castellani
- 1970 : Le Miroir aux espions (The Looking Glass War) de Frank Pierson
- 1971 : Le Sabbat des vampires (Gebissen wird nur nachts) de Freddie Francis
- 1976 : Die Buschspringer (de) (série télévisée)